# Handbalteam junioren van de Sovjet-Unie (vrouwen)
Het handbalteam junioren van de Sovjet-Unie  is het nationale onder-19 en onder-20 handbalteam van de Sovjet-Unie. Het team vertegenwoordigt het Nederlands Handbal Verbond in internationale handbalwedstrijden voor vrouwen.

## Resultaten

### Wereldkampioenschap handbal onder 20
| Wereldkampioenschap handbal onder 20 | Wereldkampioenschap handbal onder 20 | Wereldkampioenschap handbal onder 20 | Wereldkampioenschap handbal onder 20 | Wereldkampioenschap handbal onder 20 | Wereldkampioenschap handbal onder 20 | Wereldkampioenschap handbal onder 20 | Wereldkampioenschap handbal onder 20 | Wereldkampioenschap handbal onder 20 |
| Jaar                                 | Resultaat                            | Wed                                  | W                                    | G                                    | V                                    | DV                                   | DT                                   | DS                                   |
| ------------------------------------ | ------------------------------------ | ------------------------------------ | ------------------------------------ | ------------------------------------ | ------------------------------------ | ------------------------------------ | ------------------------------------ | ------------------------------------ |
| 1977                                 | 2de                                  | 6                                    | 5                                    | 0                                    | 1                                    | 99                                   | 70                                   | +29                                  |
| 1979                                 | 1ste                                 | 7                                    | 6                                    | 0                                    | 1                                    | 135                                  | 84                                   | +51                                  |
| 1981                                 | 1ste                                 | 6                                    | 6                                    | 0                                    | 0                                    | 182                                  | 104                                  | +78                                  |
| 1983                                 | 1ste                                 | 6                                    | 6                                    | 0                                    | 0                                    | 147                                  | 78                                   | +69                                  |
| 1985                                 | 1ste                                 | 9                                    | 9                                    | 0                                    | 0                                    | 243                                  | 157                                  | +86                                  |
| 1987                                 | 1ste                                 | 7                                    | 7                                    | 0                                    | 0                                    | 184                                  | 95                                   | +89                                  |
| 1989                                 | 1ste                                 | 6                                    | 6                                    | 0                                    | 0                                    | 184                                  | 118                                  | +66                                  |
| 1991                                 | 1ste                                 | 7                                    | 7                                    | 0                                    | 0                                    | 180                                  | 115                                  | +65                                  |
| Totaal                               | 8/8                                  | 54                                   | 52                                   | 0                                    | 2                                    | 1.354                                | 821                                  | +533                                 |

 Kampioenen   Runners-up   Derde plaats   Vierde plaats

## Nationale juniorenteams voormalige Sovjet-Unie
| - Armenië - Azerbeidzjan - Estland - Georgië - Kazachstan | - Kirgizië - Letland - Litouwen - Moldavië - Rusland | - Tadzjikistan - Turkmenistan - Oekraïne - Oezbekistan - Wit-Rusland |